# Коґа Дзюнія
Коґа Дзюнія (19 липня 1987) — японський плавець.
Учасник Олімпійських Ігор 2016 року.
Чемпіон світу з водних видів спорту 2009 року, призер 2017 року.
Чемпіон світу з плавання на короткій воді 2016 року.
Переможець Пантихоокеанського чемпіонату з плавання 2010 року.
Переможець Азійських ігор 2006, 2010, 2014 років.
Переможець літньої Універсіади 2009 року, призер 2007 року.